# Pandora (měsíc)

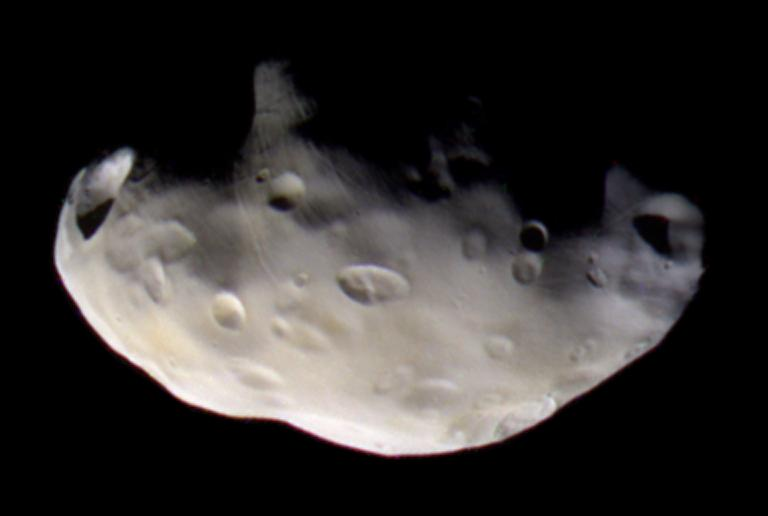
Pandora na snímku sondy Cassini.

Pandora řecky Πανδώρα) je měsíc planety Saturn. Od Saturnu je vzdálen 141 700 kilometrů. Rozměry měsíce jsou 57×42×31 kilometrů. Hmotnost měsíce je 2,2×1017 kilogramů. Objeven byl roku 1980 na fotografiích sondy Voyager 1 a pojmenován S/1980 S 26. V roce 1985 byl měsíc oficiálně pojmenován Pandora. Objeviteli se stali S. Collins a spol. Další označení je také Saturn XVII.
Pandora je vnějším satelitem v prstenci F. Povrch měsíce je poset více krátery, než blízký Prométeus a jsou zde nejméně dva krátery s poloměrem nejméně 30 km.
Oběžná dráha měsíce je značně chaotická v důsledku rezonance blízkého Prométea. Nejvýraznější změny v oběžné dráze se projevují přibližně každého 6,2 roku, kdy periapse lícuje s apoapsidou Prométea a měsíce jsou tak od sebe vzdáleny pouhých 1400 km.
Díky nízké hustotě a relativně vysokému albedu, se předpokládá, že se jedná o vysoce porézní lednaté těleso. Ovšem tyto údaje jsou značně nepřesné a vyžadují další zkoumání.
Doba jednoho oběhu kolem planety měsíci trvá 0,6285 dne. Doba rotace není známa.